# Prepiella convergens
Prepiella convergens là một loài bướm đêm thuộc phân họ Arctiinae, họ Erebidae.